# Hertigdömet Magdeburg
Hertigdömet Magdeburg (tyska: Herzogtum Magdeburg), var ett riksfurstendöme i Tysk-romerska riket som genom Westfaliska freden 1648 kom att tillhöra Markgrevskapet och kurfurstendömet Brandenburg. Hertigdömet bildades som efterföljare till det sekulariserade ärkebiskopsdömet Magdeburg och tillföll Brandenburg som kompensation för förlusten av Brandenburgs pommerska territorier i det som efter freden blev Svenska Pommern. Enligt bestämmelserna i Westfaliska freden kom ärkebiskopsdömet Magdeburg att upplösas först efter den sista administratorns död 1680, då det omvandlades till ett hertigdöme i personalunion med Brandenburg under Fredrik Vilhelm av Brandenburg. Hertigdömet bestod från 1680 till 1807 och kom att tillsammans med kurfurstendömet Brandenburg 1701 att bli del av det då bildade kungariket Preussen. Efter Napoleonkrigen blev territoriet en del av den preussiska provinsen Sachsen 1815. 
Sedan Tysklands återförening 1990 ingår större delen av territoriet idag i förbundslandet Sachsen-Anhalt.

## Administrativ indelning

### Städer
Omkring 1790 tillhörde följande 36 städer hertigdömet Magdeburg:
- Halle an der Saale, huvudstad fram till 1714
- Magdeburg, huvudstad från 1714

samt följande immediatstäder som lydde direkt under hertigdömets regering: Aken, Burg bei Magdeburg (sedan 1687), Calbe, Egeln, Gross Salze (idag del av Bad Salzelmen och Schönebeck), Mansfeld (sedan 1780), Loburg, Neuhaldensleben, Oebisfelde, Sandau och Stassfurt.
Följande städer var mediatstäder och underställda den regionala kretsadministrationen:
Alsleben, Frohse (idag del av Schönebeck), Genthin, Gerbstedt (sedan 1780), Glaucha (1817 införlivad i Halle), Görzke, Hadmersleben, Jerichow, Könnern, Leimbach (sedan 1780, idag del av Mansfeld), köpingen Leitzkau (sedan 1773), Löbejün, Möckern, Neumarkt (1817 införlivad i Halle), Neustadt (förstörd 1812), Schönebeck (Elbe), Schraplau (sedan 1780), köpingen Seehausen (stad från 1695), Sudenburg (från 1867), Wanzleben, Wettin, Wolmirstedt och Ziesar (sedan 1773).

### Kretsindelning
Förutom de ovan nämnda huvudstäderna och immediatstäderna indelades hertigdömet i slutet av 1700-talet i följande kretsar:
- Saalkreis, från 1716 med två underdistrikt
- Jerichowser Kreis, från 1716 med tre underdistrikt
- Luckenwaldischer Kreis (fram till 1772)
- Ziesarscher Kreis (från 1772/1773, tillhörde tidigare Mittelmark i Brandenburg)
- Mansfelder Kreis, motsvarande det tidigare grevskapet Mansfeld (från 1780), underindelades i distrikten Mansfeld och Schraplau som hade ett gemensamt lantråd